# Pronome dimostrativo
Il pronome dimostrativo è un pronome che indica una persona oppure un oggetto in riferimento al tempo, allo spazio o al discorso, similmente all'aggettivo dimostrativo.

## Forme
I principali pronomi dimostrativi sono:
- Questo, vicino a chi parla (relativo alla prima persona);
- Codesto, lontano da chi parla e vicino a chi ascolta (relativo alla seconda persona)
- Quello, lontano da chi parla e da chi ascolta (relativo alla terza persona).

Le forme flesse di questo sono quattro in funzione del numero e del genere: questo, questi, questa, queste. Coincidono con le forme del corrispettivo aggettivo dimostrativo.
Le forme flesse di codesto sono quattro in funzione del numero e del genere: codesto, codesti, codesta, codeste. Coincidono con le forme del corrispettivo aggettivo dimostrativo.
Le forme flesse di quello, invece, non coincidono con quelle dell'aggettivo dimostrativo perché non compaiono forme come quei, quegli. Le forme sono quello, quelli, quella, quelle.
- L'inverno passato è stato mite, questo è molto più freddo
- Questo è un attrezzo
- Questa è l'ultima volta che ti chiedo di venire

A differenza dell'aggettivo dimostrativo, prende il posto del sostantivo invece di accompagnarlo.
Fanno parte dei pronomi dimostrativi anche:
- ciò, stesso, medesimo, tale, costui, costei, costoro, colui, colei, coloro.

## Uso del pronome dimostrativo
L'uso del pronome dimostrativo può essere giustificato dalla fusione della deissi, cioè di indicare qualcosa, nel contesto, in rapporto allo spazio oppure al tempo:
- Vedi questa/quella? È la sorella di Giulia

Molto spesso, il pronome dimostrativo viene usato per non ripetere una parola che è già stata pronunciata in precedenza: si parla in questo caso di funzione anaforica:
- Il cioccolato che mi hai portato è buono, ma a me piace di più quello con le nocciole.

Altre volte, questo e quello introducono un elemento che deve ancora essere specificato (catafora):
- La novità è questa: non posso più partire e resterò con voi.